# Malé Březno (Ústí nad Labem)
Malé Březno é uma comuna checa localizada na região de Ústí nad Labem, distrito de Ústí nad Labem.